# Stenasellus simonsi
Stenasellus simonsi är en kräftdjursart som beskrevs av Messana 1999. Stenasellus simonsi ingår i släktet Stenasellus och familjen Stenasellidae. Inga underarter finns listade i Catalogue of Life.